# Държавно устройство на Еквадор
Еквадор е президентска република.

## Законодателна власт
Парламентът в Еквадор е 1-камарен, състои се от 100 депутати.